# Pardubický kraj
Pardubický kraj je vyšší územně samosprávný celek, jehož územím je jižní část Východočeského kraje (bez okresu Havlíčkův Brod). Na východě sousedí s Olomouckým krajem, na jihovýchodě s Jihomoravským krajem, na jihozápadě s Krajem Vysočina, na západě se Středočeským krajem, na severozápadě s Královéhradeckým krajem a na severu s polským Dolnoslezským vojvodstvím. Území kraje spadá z převážné části do východních Čech, okolím Svitav a Moravské Třebové však zasahuje i na historické území Moravy. Žije zde přibližně 530 tisíc obyvatel.

## Přírodní podmínky

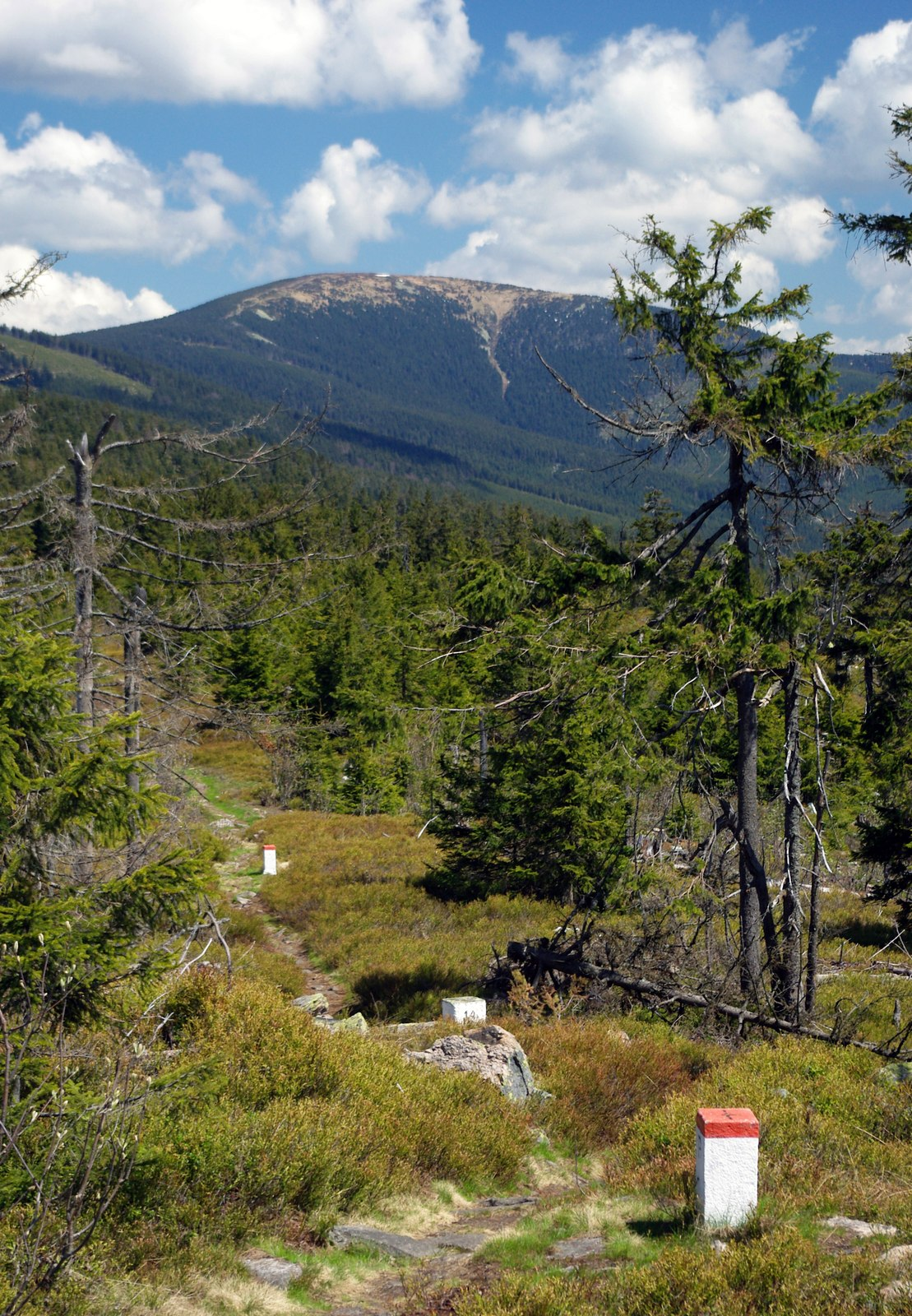
Králický Sněžník

Většinu území kraje tvoří pahorkatiny a vrchoviny přecházející do nížin kolem Labe. Na hranici s Polskem se tyčí třetí nejvyšší pohoří v Česku, masiv Králického Sněžníku. Na něj k severovýchodě navazují nižší a plošší Orlické hory. Na jihu začíná Železnými horami a Žďárskými vrchy Českomoravská vrchovina.
Větší část území kraje odvodňuje Labe, nejdelší řekou na území kraje je levobřežní labský přítok Chrudimka. Část území na Svitavsku odvodňuje Svitava, přítok řeky Moravy (která na území kraje pramení) a potažmo Dunaje. Krajem prochází hlavní evropské rozvodí mezi Severním a Černým mořem.

## Historie
Pardubický kraj poprvé vznikl krajskou reformou z roku 1855, kdy zahrnul části původních krajů Chrudim, Čáslav, Jičín a Praha. Postupně do roku 1868 byl společně s dalšími kraji zrušen a byla opět zřízena okresní hejtmanství. V roce 1918 po vyhlášení Československé republiky byla část dnešního Pardubického kraje součástí jedné z německých provincií vyhlášených německými menšinami v tehdejším československém pohraničí, konkrétně součástí Sudetska (Sudetenland). Šlo o oblasti Králíky, Lanškroun, Moravská Třebová. V roce 1949 bylo po zestátnění veřejné správy obnoveno třináct krajů, mezi něž patřil i Pardubický kraj. V roce 1960 byl počet krajů zredukován na osm, a to hlavní město Praha, Středočeský, Jihočeský, Severočeský, Východočeský, Jihomoravský, Severomoravský. Dnešní území Pardubického kraje, společně s dnešním územím Královéhradeckého kraje, bylo zahrnuto v tehdejším Východočeském kraji. Východočeský kraj měl sídlo v Hradci Králové a byl rozdělen do jedenácti okresů. Správu čtrnácti krajů (později osmi) od roku 1960 spravovaly krajské národní výbory. V roce 1990 byly krajské národní výbory zrušeny a do roku 2000 funguje krajská správa osmi krajů. Principiálně byla veřejná správa rozdělena na státní správu a samosprávu.
Kraj byl zřízen spolu s dalšími samosprávnými kraji na základě článku 99 a následujících Ústavy České republiky ústavním zákonem č. 347/1997 Sb., o vytvoření vyšších územních samosprávných celků, který stanoví názvy krajů a jejich vymezení výčtem okresů (území okresů definuje vyhláška ministerstva vnitra č. 564/2002 Sb.) a pro vyšší územní samosprávné celky stanoví označení „kraje“. Kraje definitivně vznikly 1. ledna 2000, samosprávné kompetence získaly na základě zákona č. 129/2000 Sb., o krajích (krajské zřízení), dne 12. listopadu 2000, kdy proběhly první volby do jejich nově zřízených zastupitelstev. Toto krajské členění je obdobné krajům z let 1948–1960, zřízených zákonem č. 280/1948 Sb. Žádný z nově vzniklých krajů nerespektuje hranici mezi Čechy a Moravou.

## Administrativní členění
Území kraje je vymezeno okresy Pardubice, Chrudim, Ústí nad Orlicí a Svitavy.
| Okres                | Počet obyvatel (1. 1. 2020) | Rozloha | Hust. zal. | Počet obcí |
| -------------------- | --------------------------- | ------- | ---------- | ---------- |
| Chrudim (CR)         | 104 613                     | 993     | 105        | 108        |
| Pardubice (PU)       | 175 441                     | 880     | 199        | 112        |
| Svitavy (SY)         | 104 333                     | 1 379   | 76         | 116        |
| Ústí nad Orlicí (UO) | 138 275                     | 1 267   | 109        | 115        |

Začátkem roku 2003 zanikly okresní úřady a samosprávné kraje se od té doby pro účely státní správy dělí na správní obvody obcí s rozšířenou působností. Kromě okresních měst vykonávají rozšířenou působnost státní správy na území kraje ještě tyto obce: Česká Třebová, Hlinsko, Holice, Králíky, Lanškroun, Litomyšl, Moravská Třebová, Polička, Přelouč, Vysoké Mýto, Žamberk. Tyto správní obvody se dále dělí na správní obvody obcí s pověřeným obecním úřadem (např. Choceň, Letohrad, Jablonné nad Orlicí, Skuteč atd.).
V kraji je 451 obcí, z toho 15 obcí s rozšířenou působností a 26 obcí s pověřeným obecním úřadem. Z celkového počtu obcí je 38 měst a 12 městysů. Sídelním městem kraje je statutární město Pardubice.

## Města
Většina obyvatel žije ve městech. Města tohoto kraje nad 10 tisíc obyvatel jsou:
| Město           | Počet obyvatel (31. 12. 2022) |
| --------------- | ----------------------------- |
| Pardubice       | 92 149                        |
| Chrudim         | 23 443                        |
| Svitavy         | 16 186                        |
| Česká Třebová   | 15 203                        |
| Ústí nad Orlicí | 14 141                        |
| Vysoké Mýto     | 12 333                        |
| Litomyšl        | 10 378                        |

## Hospodářství

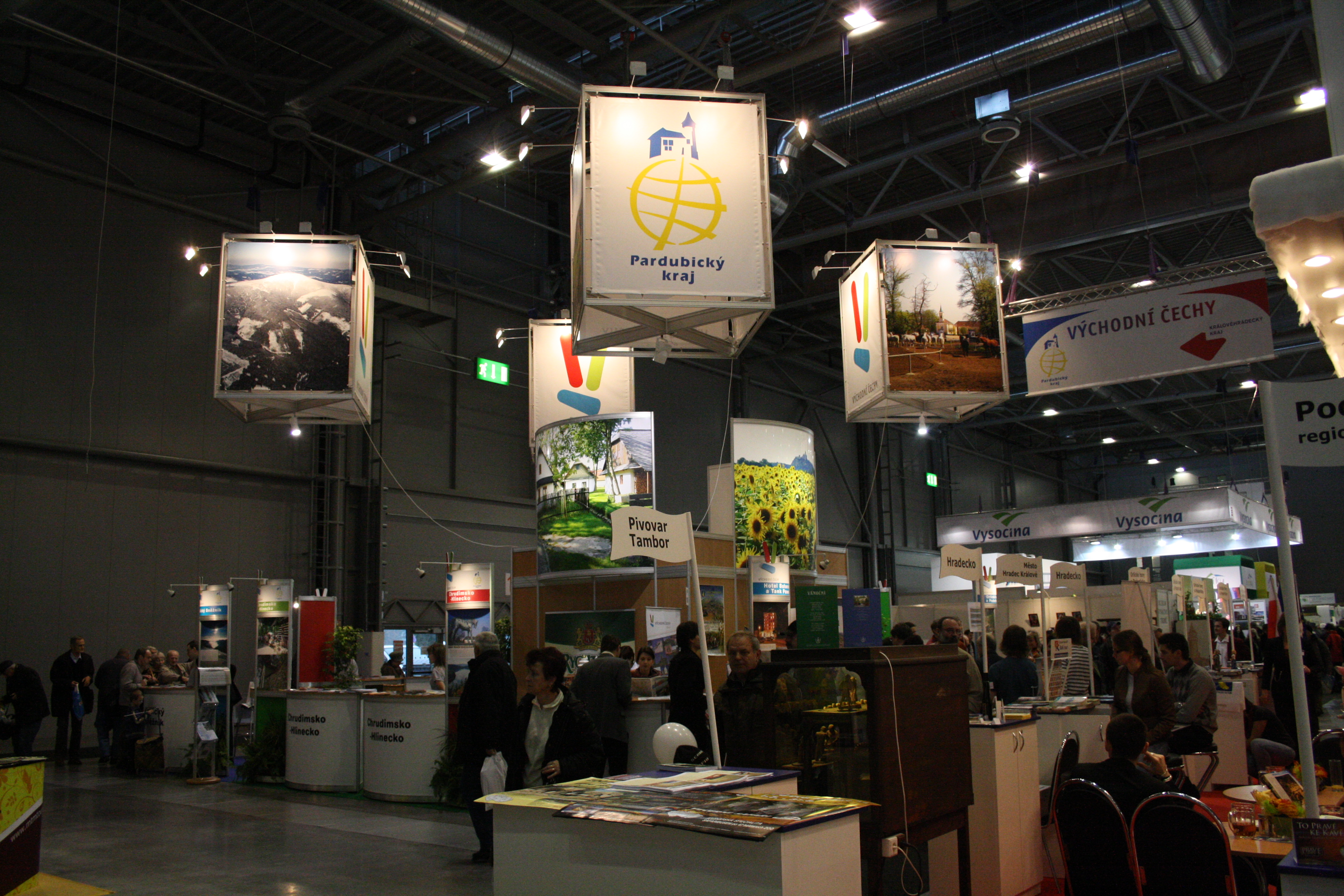
Prezentace Pardubického kraje na veletrhu Regiontour 2010

### Průmysl
Nejsilnější je všeobecné strojírenství dále pak průmysl textilní, oděvní, kožedělný, nejvyšší podíl na celostátní produkci má průmysl chemický. Pardubický kraj je také známý pro výrobu semtexu (plastické trhaviny).

### Cestovní ruch
Postupně se v kraji rozvíjí i cestovní ruch. Na podporu jeho rozvoje kraj založil s ostatními subjekty Destinační společnost Východní Čechy.

## Doprava
Krajem prochází český železniční hlavní tah z Prahy do České Třebové, kde se trať rozvíjí na Olomouc, Ostravu a dále na Slovensko – III. koridor a do Brna, Vídně či Bratislavy a Budapešti – I. koridor. Z Pardubic vede elektrizovaná trať do Jaroměře, na kterou jsou od roku 2012 nasazeny nové jednotky „RegioPanter“. Trať dále pokračuje do Liberce a je hlavní spojnicí Pardubic, Hradce Králové a Liberce. Postupně se zdvoukolejňuje vytížená trať z Pardubic do Hradce Králové, hotový je vložený úsek mezi Stéblovou a Opatovicemi nad Labem. Pro zbylé úseky se získávají potřebná povolení s předpokladem zahájení stavby v roce 2022. Z Pardubic vede též poměrně vytížená hlavní trať přes Hlinsko do Havlíčkova Brodu, která není elektrizovaná. Diskutuje se o různých variantách spojky, která by umožnila vyjíždění vlaků do Havlíčkova Brodu přímo z hlavního pardubického nádraží bez úvratě v Rosicích nad Labem. Tzv. Ostřešanská spojka nebyla kvůli odporu obcí průchozí (vysoký násep) a ostatní varianty spojek (Medlešická či Jesenčanská) nevycházejí ekonomicky. Dále je v provozu řada regionálních tratí.
V kraji je kolem 4500 km silnic, několik kilometrů dálnice D11 a také rozestavěná dálnice D35.

### Veřejná doprava
V roce 2010 si Pardubický kraj pro organizaci veřejné dopravy a IDS Pk najal královéhradeckou společnost OREDO a spustil projekt tzv. optimalizace dopravy; v jejím rámci OREDO prosazuje železniční dopravu jako páteř, zároveň však zrušení osobní dopravy na lokálních tratích a nahrazení autobusy. Proti tomu se v roce 2011 zvedla vlna protestů, zejména u trati Vysoké Mýto – Litomyšl a tratí 024 (část) a 025 na Králicku. Vlna protestů pokračovala i v roce 2012. Organizace dopravy stojí Pardubický kraj 5 mil. Kč ročně. Před vstupem firmy Oredo si dopravu organizovalo ČSAD zdarma.

## Zdravotnictví
Krajským zařízením poskytující zdravotní péči je akciová společnost Nemocnice Pardubického kraje, které sdružuje 5 nemocnic na území kraje:
- Pardubická nemocnice
- Chrudimská nemocnice
- Orlickoústecká nemocnice
- Litomyšlská nemocnice
- Svitavská nemocnice

## Politická reprezentace

### Volby do zastupitelstva Pardubického kraje
Při volbách v roce 2016 byl v Pardubickém kraji zaregistrován nejvyšší počet kandidátních listin volebních stran – celkem 22. Například v roce 2000 toto číslo nedosahovalo ani poloviny. Na druhou stranu volební účast zůstává více méně stabilní, a to kolem 36 %. Jen ve volbách roku 2008 se účast voličů vyšplhala až k hranici 43 %. Pardubický kraj se vyznačuje jednou z nejvyšších volebních účastí mezi kraji České republiky.
Ve volbách v roce 2000 byla vítěznou stranou takzvaná Čtyřkoalice, jejíž vznik se datuje právě k tomuto roku (v té době ve složení ze středopravých stran KDU-ČSL, Unie svobody, Demokratická unie a Občanská demokratická aliance). Jediná KDU-ČSL je neměnnou součástí Koalice pro Pardubický kraj (Čtyřkoalice) během všech volebních období. V roce 2000 vyhrála tato koalice se ziskem 29,4 % hlasů krajské volby. O 16 let později obdržela od voličů již pouhých 15,7 % hlasů. V dalších volbách roku 2004 se vítěznou stranou stala ODS s 34,5 % získaných hlasů, jejíž výsledky ve volbách do Zastupitelstva Pardubického kraje věrně kopírují změny celostátního průměru její podpory. V roce 2000 skončila strana se ziskem 24,5 % hlasů v kraji na 2. místě (za Čtyřkoalicí). Následující volby roku 2008 vyhrála ČSSD. V prvních dvou volebních obdobích do Zastupitelstva Pardubického kraje se strana neřadila k těm nejúspěšnějším. Značně odlišného výsledku však  dosáhla právě ve volbách roku 2008, kdy se ziskem 35,7 % hlasů ovládla volby s náskokem téměř 15 procentních bodů na druhou ODS. Ve volbách roku 2012 byla ČSSD opět úspěšná a zvítězila (21,3 %). Avšak toto vítězství již nebylo tak výrazné. Strana ANO 2011 získala během krajských voleb v roce 2016 19,2 % hlasů. Ačkoliv se jednalo o vítěznou stranu krajských voleb, skončila strana společně s KSČM v opozici, neboť vládní koalice byla zformována z ČSSD, Koalice pro Pardubický kraj, ODS a STAN.

### Zastupitelstvo Pardubického kraje
Dalšími stranami, které získávají podporu v Pardubickém kraji, jsou například TOP 09, STAN či KSČM. Volební výsledky Komunistické strany Čech a Moravy vykazovaly oproti jiným politickým subjektům v kraji značnou stabilitu v čase. Ve všech volbách do Zastupitelstva Pardubického kraje se Komunistické straně Čech a Moravy podařilo získat potřebnou podporu ke zvolení svých kandidátů do voleného orgánu. Nikdy se však nestala stranou vládnoucí koalice a pokaždé tak tvořila opozici.
Nyní většinu zasedající v zastupitelstvu tvoří zástupci hnutí ANO, vítězné strany z posledních krajských voleb z roku 2016. Další mandáty v zastupitelstvu získaly ČSSD, Koalice pro Pardubický kraj (tentokrát ve složení KDU-ČSL, SNK ED a hnutí Nestraníci), ODS, KSČM a v neposlední řadě STAN.

### Další orgány Pardubického kraje
Dalším orgánem mimo zastupitelstva je rada tvořená hejtmanem, prvním náměstkem hejtmana, náměstkem hejtmana a šesti radními. Hejtman Pardubického kraje je také členem Zastupitelstva Pardubického kraje, do jehož čela ho tento orgán zvolil. Prvním takto zvoleným hejtmanem se stal Roman Línek zastupující KDU-ČSL (respektive v té době Čtyřkoalici). Hejtmanem Pardubického kraje je od roku 2012 Martin Netolický, nestraník, jenž byl do června 2025 členem SOCDEM.
Pardubický kraj má stejně jako ostatní kraje několik výborů (11), mezi něž patří kontrolní, finanční či výbor pro kulturu a památkovou péči. Každý takový výbor má v čele předsedu a místopředsedu doplněné o další členy.